# Staaken
Staaken, Berlin-Staaken – dzielnica (Ortsteil) Berlina w okręgu administracyjnym Spandau. Od 1 października 1920 w granicach miasta.

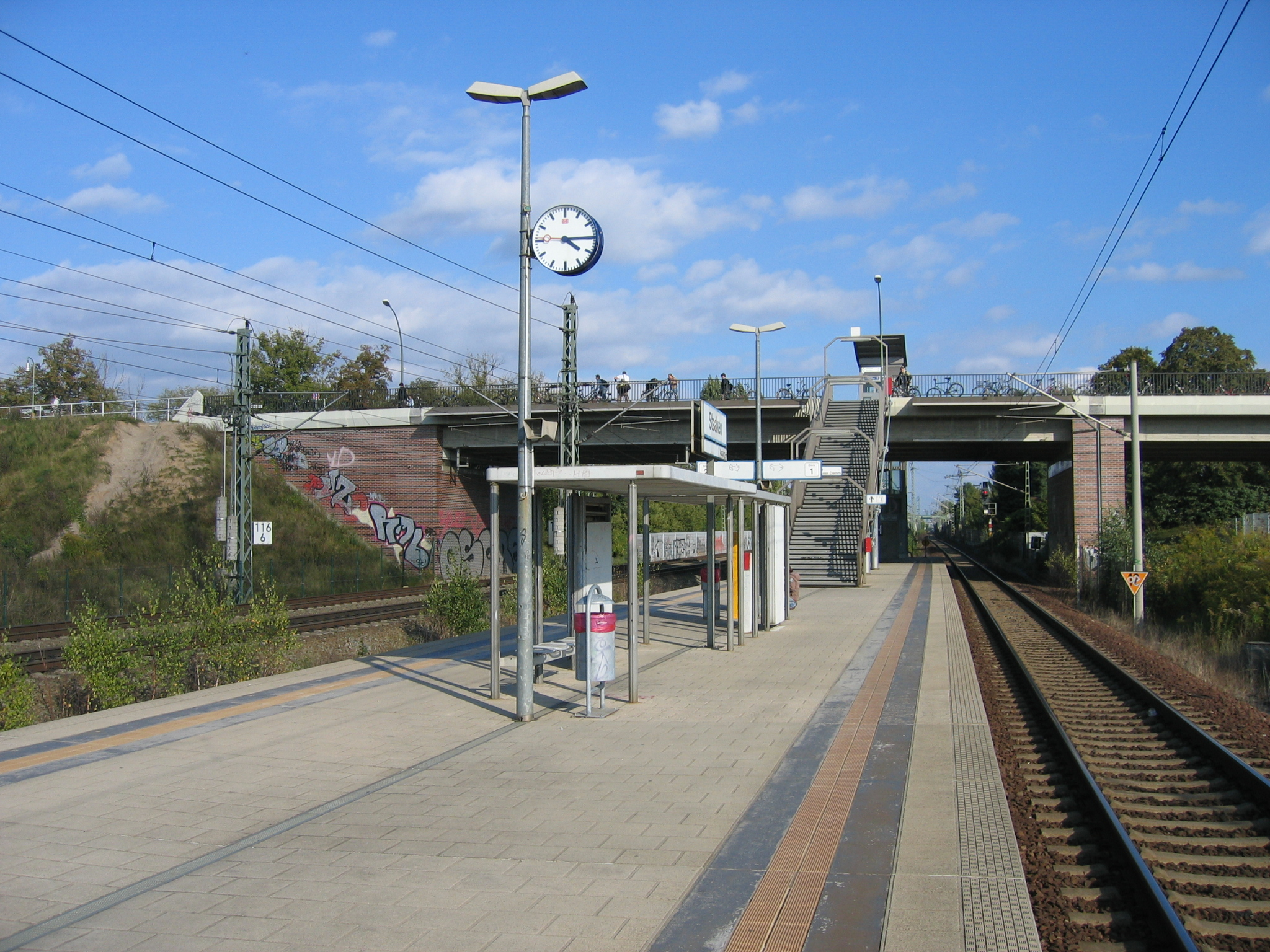
Stacja kolejowa Berlin-Staaken

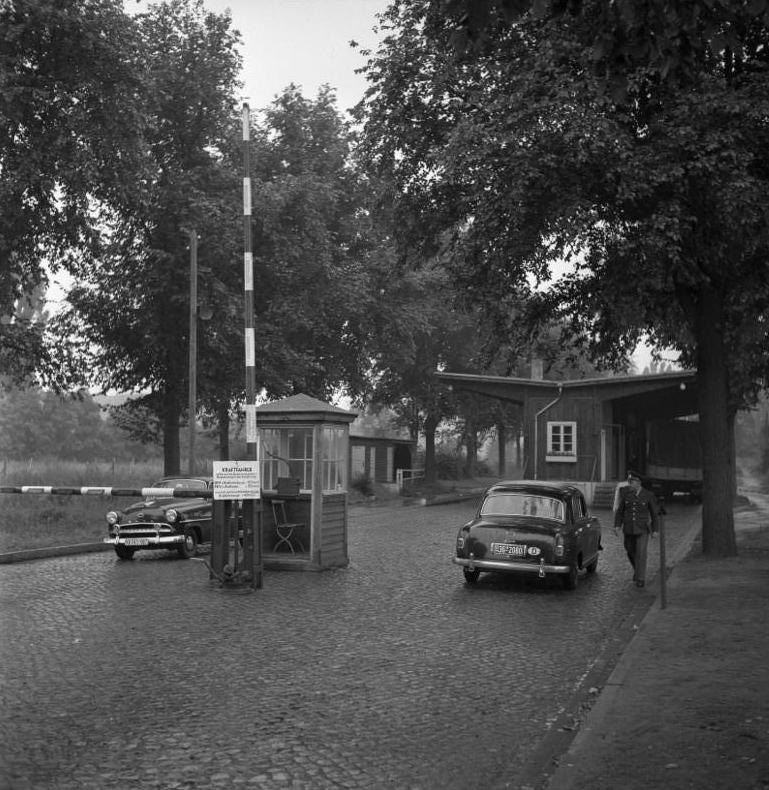
Przejście graniczne przy ulicy Heerstraße w 1955 roku

Pomiędzy 1945 i 1990 dzielnica była podzielona – część znajdowała się w radzieckiej strefie okupacyjnej (NRD), część natomiast w (Berlinie Zachodnim).

## Transport
Staaken posiada jedną stację kolejową Regionalbahn Berlin-Staaken oraz przystanek kolejowy Berlin-Albrechtshof.
Przez dzielnicę przebiega droga krajowa B5.
Od 1916 do 1948 znajdowało się tutaj również lotnisko Staaken, które po II wojnie światowej wykorzystywane było przez Armię Czerwoną.